# 1st Bassman
1st Bassman — студійний альбом американського джазового контрабасиста Пола Чемберса, випущений у 1960 році лейблом Vee-Jay.

## Опис
На цій сесії басист Пол Чемберс використав акустичну бас-гітару як сольний інструмент. В записі альбому 1st Bassman взяли участь молоді зірки з Детройту такі як Юсеф Латіф, Кертіс Фуллер, і Чемберс (родом з Піттсбурга), який також проживав у цьому місті, а також трубач Томмі Террентайн, піаніст Вінтон Келлі (який на той момент також записувався на Vee-Jay як соліст) і ударник Лекс Гамфріс. Запис альбому відбувся не в Нью-Йорку або Детройті, а в Чикаго 12 травня 1960 року на студії Bell Sound Studios. Латіф написав усі композиції.
Цей альбом став другим після Go (1959) і останнім для Чемберса на лейблі Vee-Jay.

## Список композицій
1. «Awful Mean» (Юсеф Латіф) — 4:07
2. «Bass Region» (Юсеф Латіф) — 10:36
3. «Retrogress» (Юсеф Латіф) — 3:29
4. «Mopp Shoe Blues» (Юсеф Латіф) — 6:06
5. «Blessed» (Юсеф Латіф) — 7:00

## Учасники запису
- Юсеф Латіф — тенор-саксофон, флейта
- Томмі Террентайн — труба
- Кертіс Фуллер — тромбон
- Вінтон Келлі — фортепіано
- Пол Чемберс — контрабас
- Лекс Гамфріс — ударні

Технічний персонал
- Сід Маккой — продюсер
- Барбара Дж. Гарднер — текст